# Неманья Білбія
Неманья Білбія (серб. Немања Билбија; 2 листопада, 1990, Баня-Лука, СФРЮ) — боснійський футболіст, нападник боснійського клубу «Зрінськи» та збірної Боснії і Герцеговини.

## Клубна кар'єра
Вихованець клубу «Борац» (Баня-Лука). 8 листопада 2008 року у віці 18 років дебютував у основі команди в матчі проти «Посуш'є». 7 березня 2009 року відзначився дебютним голом у ворота «Ораш'є».
29 січня 2010 року Неманья уклав чотирирічний контракт з сербським клубом «Воєводина». За час перебування в складі сербської команди Білбія двічі на правах оренди відправлявся до рідного клубу «Борац».
У серпні 2013 року нападник уклав дворічний контракт з клубом «Сараєво». Через два роки, у липні 2015 року Неманья уклав і також дворічний контракт з хорватським клубом «Спліт».
11 лютого 2016 року на правах вільного агента боснієць повернувся на батьківщину, де уклав угоду з «Зрінськи». 28 лютого 2016 року дебютував у грі проти своєї колишньої команди «Сараєво» та забив гол.
У серпні 2017 року сторони підписали новий дворічний контракт. 26 серпня вн вперше став автором хет-трику в матчі проти «Вітеза». Рік потому Неманья забив чотири голи в матчі проти клубу «Звієзда 09».
10 листопада 2018 року Білбія зробив дубль у 100-й грі в складі «Зрінськи».
23 грудня 2018 року Білбія приєднався до південнокорейського клубу «Канвон».
24 грудня 2019 року Неманья повернувся до боснійського клубу «Зрінськи», підписавши контракт до літа 2023 року. 23 лютого 2020 року в дебютній грі нападник забив гол у ворота «Челіка».
31 жовтня 2020 року в мостарському дербі проти «Вележа» Неманья зробив другий хет-трик в кар'єрі. За підсумками сезону 2020–21 Білбія став найкращим бомбардиром чемпіонату.
У сезоні 2021–22 Неманья став вчетверте чемпіоном Боснії і Герцеговини та найкращим бомбардиром.
4 вересня 2022 року Білбія забив два голи в переможній грі 4–1 над «Сараєво» та очолив список бомбардирів ліги.

## Виступи за збірні
Неманья три роки відіграв за молодіжну збірну Боснії і Герцеговини.
У серпні 2017 року його вперше викликали до складу національної збірної Боснії і Герцеговини. Він дебютував у товариській грі проти збірної США 28 січня 2018 року.

## Досягнення

### Командні
«Сараєво»
- Чемпіон Боснії і Герцеговини: 2014–15
- Володар Кубка Боснії і Герцеговини: 2013–14

«Зрінськи»
- Чемпіон Боснії і Герцеговини: 2015–16, 2016–17, 2017–18, 2021–22, 2022–23, 2024–25
- Володар Кубка Боснії і Герцеговини: 2022–23, 2023–24
- Володар Суперкубка Боснії і Герцеговини: 2024

### Індивідуальні
- Найкращий бомбардир чемпіонату Боснії і Герцеговини: 2020–21 (17 голів); 2021–22 (33 голи); 2022–23 (24 голи); 2023–24 (24 голи)
- Найкращий бомбардир Кубка Боснії і Герцеговини: 2022–23 (5 голів)